# Daniel Marot

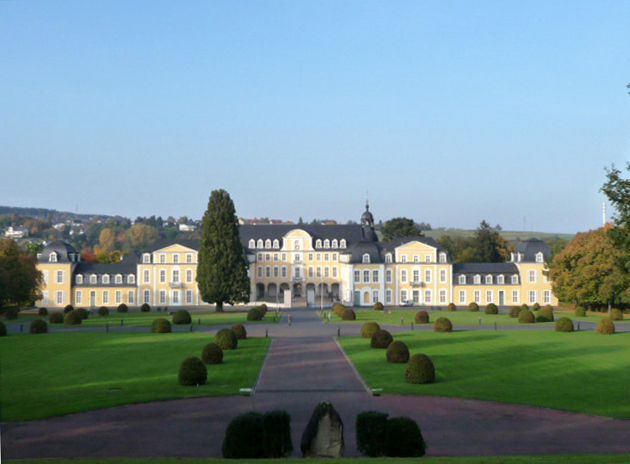
Zamek Oranienstein

Daniel Marot (ur. 1661 w Paryżu, zm. 4 czerwca 1752 w Hadze) – francuski architekt, protestant, projektujący budowle w stylu holenderskiego baroku.
Po odwołaniu edyktu nantejskiego musiał opuścić Francję. Przeniósł się do Holandii, gdzie trafił pod opiekę Wilhelma Orańskiego. Projektował pałac Het Loo oraz Zamek Oranienstein w Diez.
Pracował także w Anglii, gdzie był zaangażowany do prac przy Hampton Court. Przyczynił się do rozpowszechnienia w Anglii specyficznej wersji stylu Ludwika XIV. Po śmierci Wilhelma Orańskiego powrócił do Holandii, gdzie działał aż do śmierci.
W 1712 opublikował zbiór swoich rysunków Receuil des oeuvres du sieur D. Marot, architecte de Guillaume III. Zawierał on rysunki budowli, elementów architektury, wzory ornamentów i projekty mebli.